# Villa vid havet
Villa vid havet (tyska: Villa am Meer) är en serie oljemålningar av den schweiziske konstnären Arnold Böcklin. Den omfattar en skiss och fem målningar som utfördes mellan åren 1864 och 1878.
Böcklin var en av symbolismens främsta företrädare och Villa vid havet är ett av hans mest kända verk vid sidan av Dödens ö. Han var bosatt i Italien i stora delar av sitt liv. Det gåtfulla landskapet med en palatsliknande villa har drag av Italien, även om varken platsen eller kvinnans identitet är förklarad. Den romerska villan tycks vara öde och förfallen. Den ensamma kvinnan är klädd i svart och har ett vemodigt, melankoliskt – kanske sörjande – uttryck. Framför villan står höga cypresser som av vinden har fått en böjd form. Samma träd finns avbildade i Dödens ö. 
När greve Adolf Friedrich von Schack besökte Böcklin i hans ateljé i Rom 1864 fick han syn på en skiss av Villa vid havet (sannolikt den version som nu är i Neue Pinakotheks samlingar). Han blev imponerad och beställde en större målning med samma motiv. Böcklin experimenterade med material och tekniker och täckte von Schacks målning med ett lager vax för att ge den en glansartad yta. Tyvärr påverkade materialvalet kvaliteten och när tavlan anlände till von Schack klagade han på skador och krävde att Böcklin skulle kopiera motivet med vanlig oljefärg. Den andra versionen blev klar året därpå och är idag, tillsammans med den första versionen, utställd på Neue Pinakothek i München.

## Målningar i serien
| Image | Museum                      | Stad       | Storlek (cm)  | År           |
| ----- | --------------------------- | ---------- | ------------- | ------------ |
|       | Neue Pinakothek (skiss)     | München    | 62 x 74       | 1864 (cirka) |
|       | Neue Pinakothek (version 1) | München    | 124,5 x 174,5 | 1864         |
|       | Neue Pinakothek (version 2) | München    | 123 x 173     | 1865         |
|       | Städelsches Kunstinstitut   | Frankfurt  | 108 x 154     | 1871–1874    |
|       | Staatsgalerie Stuttgart     | Stuttgart  | 108 x 156     | 1877         |
|       | Kunst Museum Winterthur     | Winterthur | 110 × 160     | 1878         |